# Diopsis indica
Diopsis indica är en tvåvingeart som beskrevs av John Obadiah Westwood 1837. Diopsis indica ingår i släktet Diopsis och familjen Diopsidae. Inga underarter finns listade i Catalogue of Life.